# Ctenobelba perezinigoi
Ctenobelba perezinigoi är en kvalsterart som beskrevs av Moraza 1985. Ctenobelba perezinigoi ingår i släktet Ctenobelba och familjen Ctenobelbidae. Inga underarter finns listade i Catalogue of Life.